# یواس‌اس موری (دی‌دی-۹۷)
یواس‌اس موری (دی‌دی-۹۷) (به انگلیسی: USS Murray (DD-97)) یک کشتی بود که طول آن ۳۱۴ ft ۵ in (95.83 m) بود. این کشتی در سال ۱۹۱۸ ساخته شد.